# Cartaya
Cartaya es una localidad y municipio español de la provincia de Huelva (comunidad autónoma de Andalucía). Cuenta con una población de 21 408 habitantes (INE 2024). Su extensión superficial es de 226,4 km² y tiene una densidad de 84,12 hab/km².
Cartaya fue fundada como núcleo urbano por el marqués de Gibraleón, Pedro de Zúñiga, en el estuario del río Piedras. Su nombre proviene de vocablo fenicio “carteia” que significa ciudad por lo que presumiblemente su poblamiento, aunque no continuado, es más antiguo. También se encuentra documentada la existencia de núcleos de población en alquerías aledañas en la Alta Edad Media que constatan que desde tiempos antiguos se habitaba esta zona.
La economía del municipio se basa principalmente en el sector primario, aunque en los últimos años del siglo XX se fomentó el sector servicios recurriendo a sus posibilidades de ocio por encontrarse en zona costera y a sus parajes naturales. La renta per cápita es alta, considerando los municipios colindantes. Los núcleos de El Rompido y de Nuevo Portil junto con las numerosas urbanizaciones surgidas en las últimas décadas ha posibilitado, además, un importante crecimiento demográfico.
De su término cabe destacar sus 4 km de playa (El Rompido, Playa de San Miguel, Playa de Nuevo Portil, y la parte más occidental de El Portil, una imagen urbanística atípica debido a la segregación de Punta Umbría), así como, el antiguo Convento de la Santísima Trinidad, la iglesia parroquial, la ermita de Santa María de Consolación y el Castillo de los Zúñiga.

## Toponimia
El topónimo "Cartaya" parece ser de procedencia fenicia: Qart o carteia, que podría traducirse como "La ciudad". No debe confundirse, sin embargo, con Libertinorum Carteia, en San Roque. En época andalusí apareció bajo el nombre de qarqaya, fonéticamente muy parecido al actual.

## Símbolos
Escudo
El blasón municipal es el siguiente:

De gules, castillo de oro adjurado de sinople sostenido de monte al natural, y éste sostenido de ondas de plata y azur. A ambos lados del castillo, dos maceros.

Fue aprobado por decreto de 21 de julio de 1972, y publicado en el BOE el 24 de agosto de dicho año.
Bandera
La bandera municipal fue aprobada en el pleno municipal de 10 de agosto de 1998 y tiene la siguiente descripción: 

Roja con seis franjas en lo bajo, tres blancas y tres azules. Centradas y sobrepuestas las armas locales.

## Geografía

### Situación
Se encuentra a 25 km de Huelva y a 110 km de Sevilla. Queda representado en la hoja del MTN50: n.º 999 (2001).
Localización

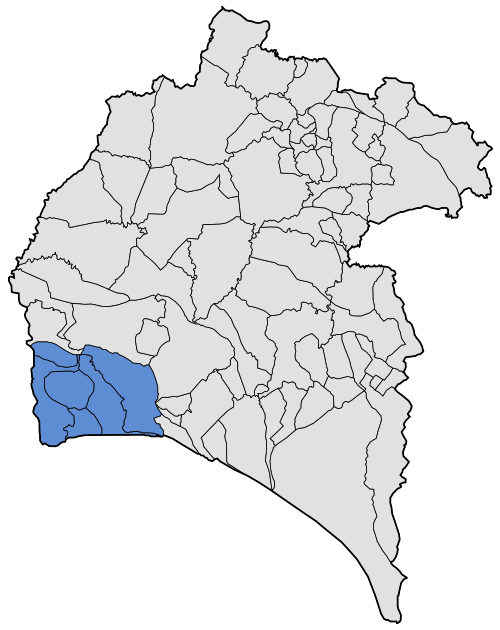
Comarca de la Costa Occidental de Huelva.

El término municipal de Cartaya se encuentra situado en el suroeste de la provincia de Huelva, en la zona de costa y limitada de este a sur por el río Piedras y su desembocadura, dando origen a la playa de San Miguel. El núcleo urbano se encuentra a pies de la rivera del Piedras mientras que los núcleos de El Rompido y El Portil —este último también pertenece a Punta Umbría—, se encuentran en la desembocadura del Piedras y a pies del Atlántico respectivamente.
El término municipal tiene una extensión de 226,4 km² con una altitud media de 26 m s. n. m.
Poblaciones limítrofes
El término municipal de Cartaya limita al este y sur con Lepe, cuya división natural es el río Piedras, al noreste con Gibraleón y al sureste con Punta Umbría, localidad que se segregó de Cartaya en la década de 1960.
| Noroeste: Sanlúcar de Guadiana y Villanueva de los Castillejos | Norte: Villanueva de los Castillejos | Noreste: Gibraleón                       |
| Oeste: Lepe                                                    |                                      | Este: Gibraleón, Aljaraque y Huelva      |
| Suroeste: Lepe                                                 | Sur: Lepe                            | Sureste: Océano Atlántico y Punta Umbría |

### Orografía
El núcleo urbano se encuentra cercano a la derecha de la ribera del río Piedras, cauce en cuya desembocadura se sitúa el núcleo menor de El Rompido. Radicalmente es la zona más interior, de pinares y pequeñas elevaciones que la hacen más abrupta. Por ello el relieve de la zona puede resumirse en la existencia de tres unidades geográficas que corresponderían a la zona fluvio-litoral formada en el Período Cuaternario de la Playa de San Miguel, a la zona de campiña y a la zona de monte bajo.
El suelo lo componen gravas y conglomerados de coberturas detríticas, glacis y derrubio de ladera. En las zonas montosas destacan las afloraciones de pizarras paleozoicas.
Red geodésica
| Término municipal | Punto geodésico | Altitud | Número | Hoja MTN | Coordenadas                     |
| ----------------- | --------------- | ------- | ------ | -------- | ------------------------------- |
| Cartaya           | Miramundo       | 170,158 | 98093  | 980      | 37°17′N 7°09′O / 37.283, -7.150 |

### Climatología
El clima es de tipo mediterráneo continentalizado, mediatizado por su cercanía al mar. Los inviernos son muy suaves, raramente las temperaturas llegan a ser negativas y no suelen bajar de los 10 °C; por el contrario los veranos son muy cálidos registrándose medias en los meses de julio y agosto de más de 33 °C. La media anual se sitúa en los 18 °C. Las precipitaciones no suelen ser muy abundantes.
El 16 de abril de 2010 un tornado de 40 m de diámetro arrasó cultivos y derribó árboles en la localidad.
A continuación, se muestra la media de temperaturas y precipitaciones a lo largo del año 2007:
| Temp. máxima (°C)    | 16,3 | 17,3 | 19,7 | 21  | 24,8 | 27,5 | 32,7 | 31   | 28,1 | 25   | 21   | 17,1 | 23,5 |
| Temp. mínima (°C)    | 6    | 8,5  | 6,9  | 9,7 | 12   | 15,5 | 21   | 22,7 | 20   | 15,9 | 11,7 | 10,2 | 13,5 |
| Precipitaciones (mm) | 42   | 64   | 16   | 33  | 36   | 4    | 2    | 4    | 55   | 48   | 52   | 21   | 37,3 |

### Hidrología
Su principal curso fluvial es el río Piedras, que constituye el límite oriental de su término y lo delimita con el municipio de Lepe. Nace en el término municipal de El Almendro, aunque la mayor parte de los arroyos que le dan origen y que proceden de la sierra del Almendro, nacen en el término municipal de Villanueva de los Castillejos. Originalmente desembocaba en la aldea de El Rompido, topónimo que se originó porque era en esa zona donde las olas rompían contra los sedimentos del río. Estos sedimentos depositados en dirección este posibilitaron gran movilidad en la ría del Piedras, desarrollando de manera rápida numerosos parajes como la Laguna de El Portil cuando ésta quedó cerrada.
El embalse del Chanza, en otro municipio, abastece de agua a la localidad.

### Ecología
Flora
Existe una importante masa forestal compuesta por extensos pinares (unas 12 000 hectáreas), enebros, nuevas plantaciones de eucaliptales y algunas zonas, muy pequeñas, de encinares y alcornocales. Todo ello, junto al denominado Paraje Natural Marismas del Río Piedras y Flecha de Nueva Umbria esta última perteneciente al término municipal de lepe, componen una extensa tierra en relativo estado semivirgen.

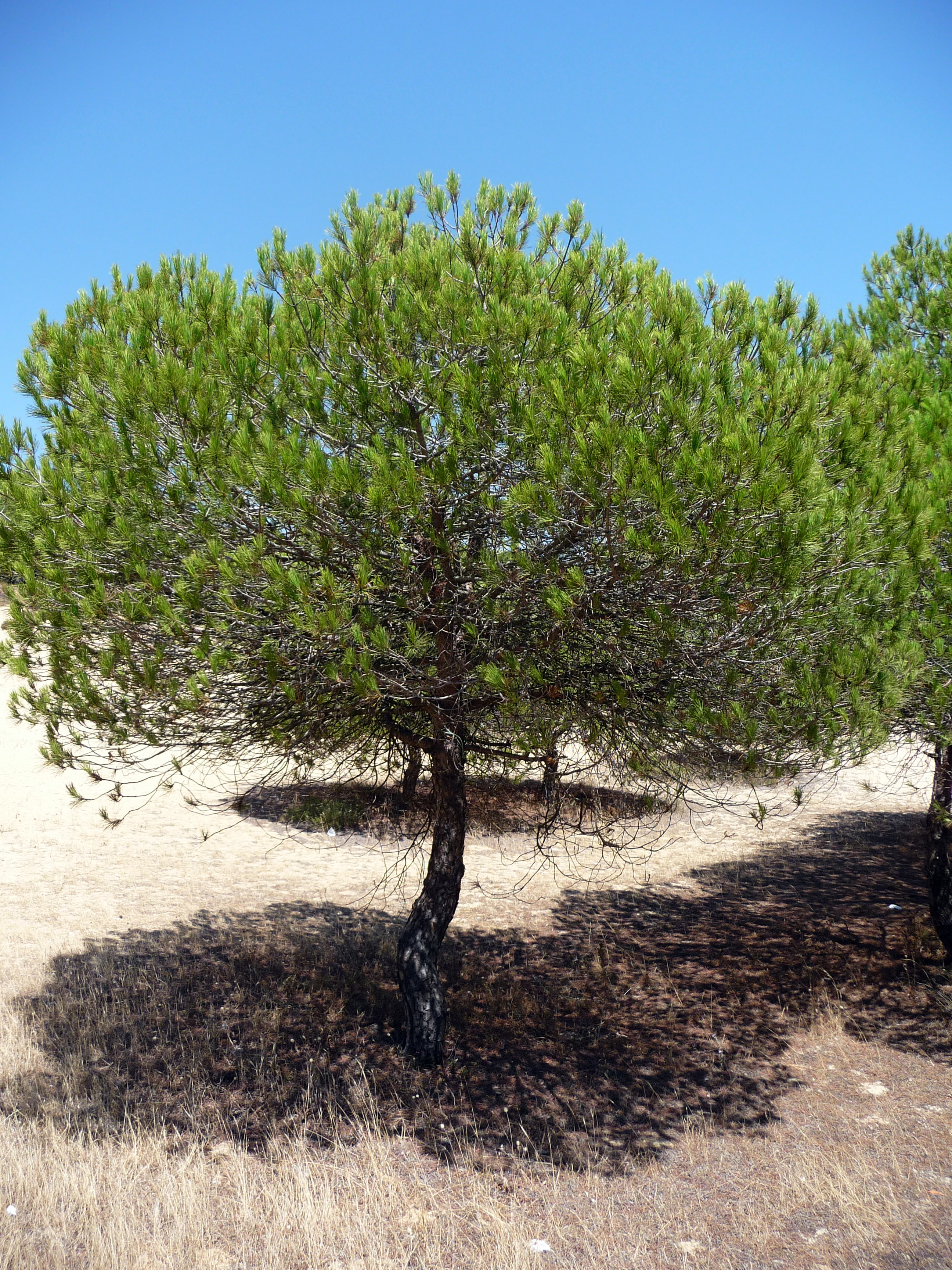
Pino en Aguas del Pino, playa de San Miguel.
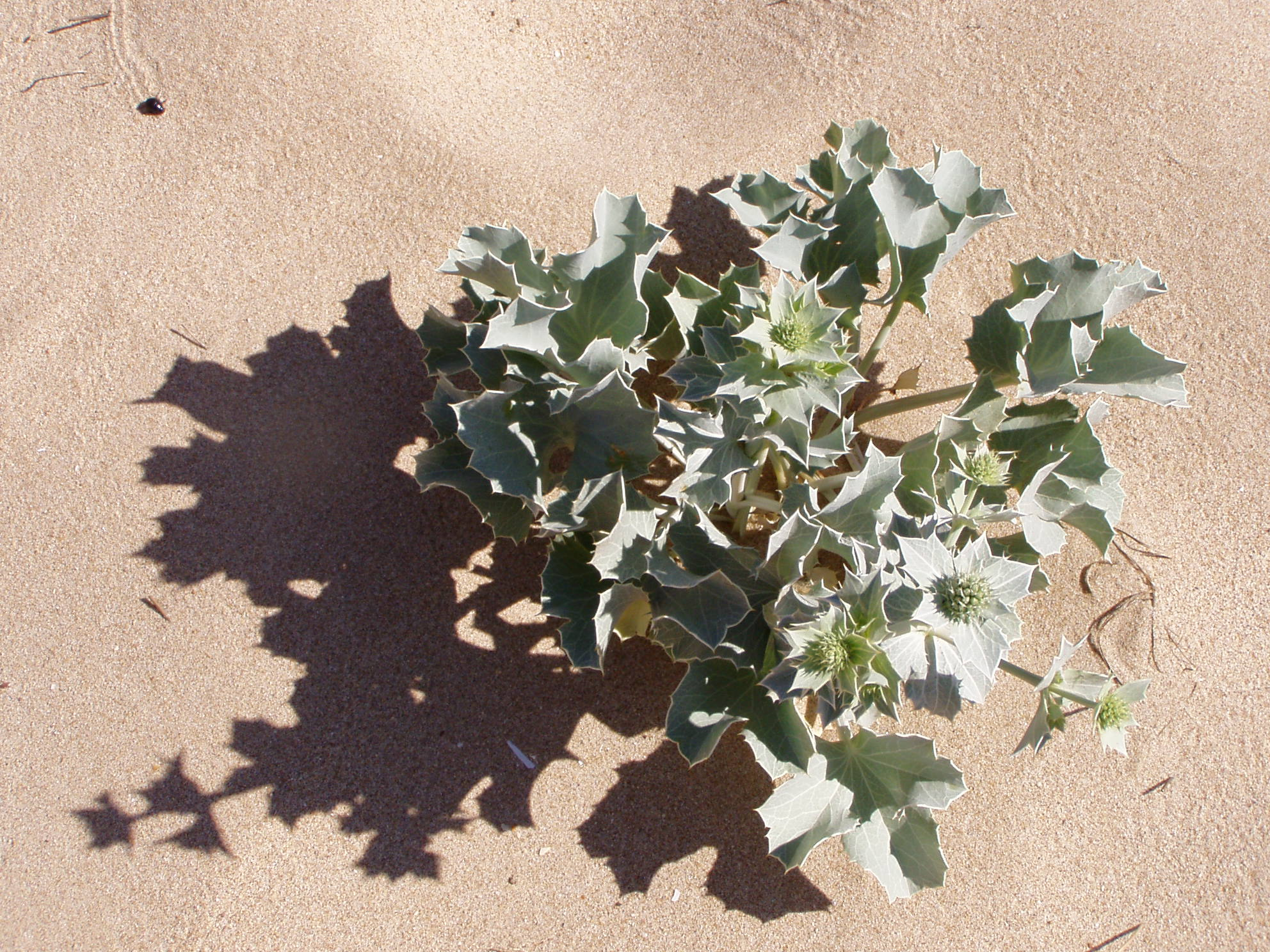
Cardo de mar.

Fauna

## Historia

### Prehistoria
Existen pocas evidencias arqueológicas prehistóricas en la zona. En torno a la desembocadura del Piedras se ha encontrado pequeñas piezas de industria lítica del Paleolítico Inferior, como yacimientos achelesenses tempranos (cantos y algunos bifaces y picos) o del Paleolítico Medio tipo musteriense. No existe conexión alguna entre las poblaciones de las orillas del Piedras, del Odiel o del Tinto. Las primeras evidencias históricas de población en el actual núcleo urbano de Cartaya no se datan hasta época fenicia.

### Romanización
Si el núcleo de Cartaya y su costa cercana (donde existen numerosos hallazgos de pecios) no fueron probablemente habitados hasta la llegada fenicia no será hasta siglo después cuando se proceda a un avance significativo. En época romana se encontraba enclavada en las regiones denominadas Beturia Céltica y Túrdula, dentro de la provincia senatorial romana de la Baetica. Cartaya se situaba cercana al trayecto de la calzada que unía las ciudades de Praesidio y Ad Rubras y podría disponerse en la zona cierta industria alfarera, sobre todo ánforas, ante la demanda de los asentamientos de Punta Umbría u Onuba Aesturia.
Como es común a toda la zona de Huelva, la presencia visigoda en la comarca fue muy poco significativa.

### Edad Media

Situación de la Taifa de Huelva en la península hacia el.

Durante la época de Al-Ándalus, bajo el nombre de Cashtm estas tierras quedaron enclavadas en la Cora de Labla, una Cora perteneciente a Gharb al Ándalus. Tras la caída del Califato de Córdoba en 1012 se integró en la Taifa de Huelva hasta que este también desapareció y en 1052 se integró en la Taifa de Sevilla.
Tras la conquista cristiana del norte de Huelva, en el siglo XIII, después de la toma por Alfonso X el Sabio en 1262 de las ciudades de Niebla y Huelva, la actual provincia onubense cobró importancia como territorio fronterizo con Portugal, sirviendo de freno a la política expansionista de este país y denominándose Banda Gallega a gran parte de esa frontera. Será ya en 1269 cuando se configura la frontera con Lepe a través del Piedras:

Otrosí mandamos a Maestre Fernán García [...] que partiesen los términos entre Gibraleón e Ayamonte e ellos partieronlos e pisieron los moxones de esta guisa. Como caye el río de las Piedras en la Mar e va derechamente arriba e sacude a la Alcaria de Mertola e de esta Alcaria a Moxon cubierto hasta Guadiana.
Según copia de D. Corpas González, 1917.

### Edad Moderna

Escudo de armas de la familia Zúñiga. Es a partir del cuando la presencia de los Zúñiga posibilita un asentamiento definitivo de población en Cartaya.

Durante los siglos XV y XVI Cartaya pasó a formar parte de los señoríos de la Casa de Zúñiga. La zona era insegura pues era frecuentemente atacada por piratas berberiscos y normandos. Hasta que el marqués de Gibraleón Pedro de Zúñiga y Manrique de Lara, no ganó un pleito a Alfonso de Guzmán, señor de Ayamonte y Lepe, por el cual pudo establecer un paso en barca a través del río Piedras y fundar junto a él la población para poder defender dicho paso, no hubo en la zona cierta normalidad. Siete años después mandó iniciar las obras del castillo, situado hoy al oeste del actual casco urbano y del que sólo se conserva el patio de armas. La construcción de la fortaleza, refugio ideal para la población, termina por consolidar el actual poblamiento. También en esa fecha se edificó la primera iglesia, de estilo mudéjar, sobre la que posteriormente se levantó la actual parroquia de San Pedro. Su descendiente, Álvaro de Zúñiga consolidó el poder familiar en la Baja Andalucía y su primogénito, al casar con la hija de Juan Alfonso III de Guzmán se hizo finalmente en dote de Ayamonte, la cercana Lepe y La Redondela.
Mención aparte merece el Puerto de la Ribera. Este gozó ya en 1509 de un indudable tráfico, teniendo comercio con el Puerto de Sevilla (faenando en él una nave procedente de Cartaya) o con Flandes. Las naves cartayeras faenaban en Cabo Espartel y Cabo Bojador y existía transporte de cabotaje, comercio de vino y grano. También disponía de astilleros documentándose la fabricación de carabelas en el siglo XV. Mientras, el puerto del castillo de San Miguel de Arca de Buey, en la desembocadura del Piedras comenzó a quedar aislado. Pese a ello Cartaya no tuvo la importancia que poblaciones más o menos cercanas como Palos de la Frontera o Moguer tuvieron en el devenir histórico en la navegación. Aun así marineros locales fueron partícipes tanto en el primer viaje colombino, donde aparecen nombres como Talafar, Vizcaíno y Alonso Rodríguez, como que en la Segunda expedición colombina, donde marcharon también en la carabela La Niña el marinero cartayero Rodrigo Calafar, en la carabela San Juan Alonso Rodríguez y en la carabela Cardera Juan Vizcaíno.
La aún insegura población movió a los religiosos de la Merced Descalza, orden dedicada a la redención de cautivos, a establecerse en la localidad como ya lo había hecho en otras localidades cercanas. Aun así los poblamientos continúan siendo inestables desapareciendo antiguas aldeas medievales como la de San Miguel de Arca de Buey y con descenso poblacional en el núcleo como consecuencia de una epidemia de peste en 1602. Esta etapa crítica contrasta con la de siglos posteriores, sobre todo cuando en el siglo XVIII se desarrolla gran parte de la actual trama urbana de Cartaya pese a los presumibles destrozos (como en el edificio conventual) del Terremoto de Lisboa de 1755

### Edad Contemporánea

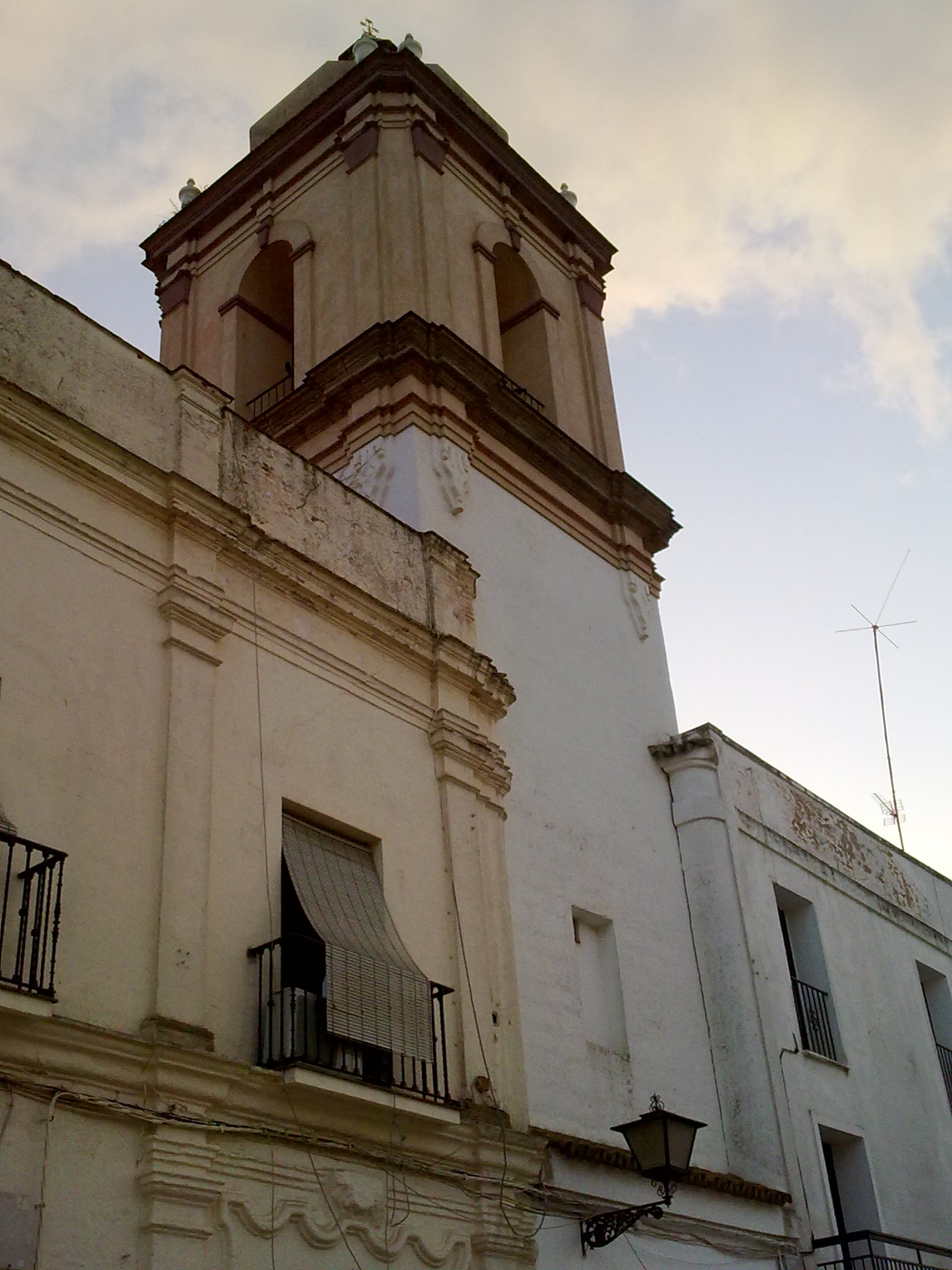
Convento de la Santísima Trinidad.

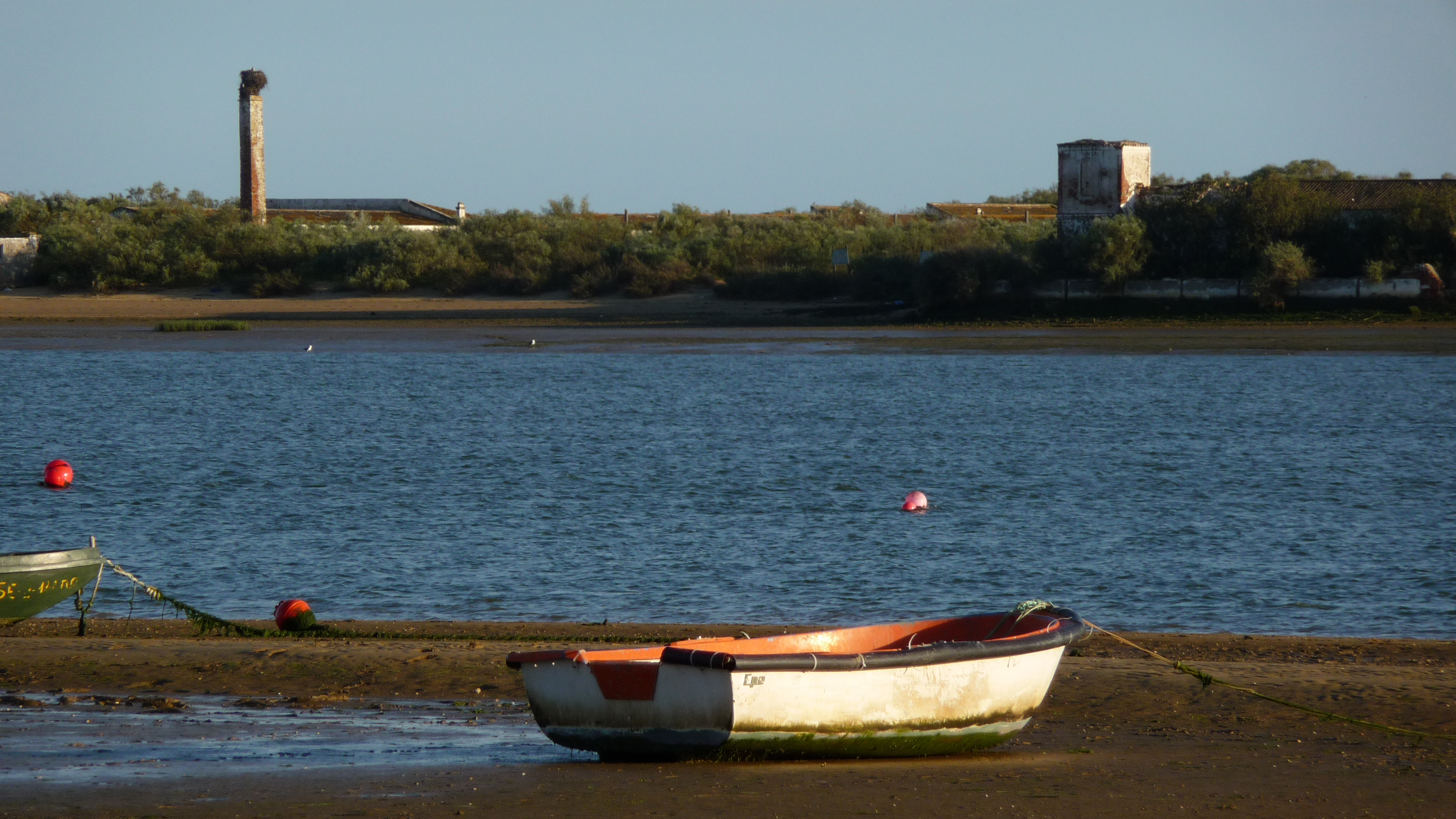
Vista de la antigua almadraba frente a El Rompido. La pesca del atún atrajo a numerosa población portuguesa y de otros lugares de España que finalmente terminó arraigando en el municipio.

Durante los años 1804 a 1808 perteneció a la Provincia marítima de Sanlúcar de Barrameda y al reino de Sevilla hasta la nueva división administrativa de 1833, terminó englobándose en la nueva provincia de Huelva.
En el último de tercio de siglo surge el poblado de El Rompido. Si bien anteriormente habían existido otros pequeños asentamientos en la desembocadura del Piedras durante esos años se comenzó a trabajar una almadraba en la otra banda del río. Como las comunicaciones terrestres con Cartaya debían de hacerse desde la margen izquierda del río se establecieron familias en el actual núcleo. Estas familias fueron formadas generalmente por hombres de procedencia foránea, muchos de ellas procedían del vecino Portugal, con mujeres cartayeras. Apellidos portugueses como Almeida o Brito son aún comunes en la zona.

### SigloXXysigloXXI
En 1963 se produjo la segregación del núcleo de Punta Umbría. Ante las demandas de este debido a su lejanía al núcleo y su crecimiento turístico y económico, el Ayuntamiento había puesto en marcha un expediente solicitando al Consejo de Ministros la revocación del Decreto de 15 de enero de 1959 que acordaba su segregación del núcleo matriz. Finalmente las gestiones no prosperaron y el 26 de abril de 1963 Punta Umbría se convirtió en una nueva localidad de la provincia con frontera apenas a ocho kilómetros de El Rompido. A partir de entonces se propuso El Portil como espacio para su dinamización turística. En 1968 se aprobó un plan de dinamización.
Con la llegada de la democracia y la promulgación de la Constitución española de 1978 Cartaya, como todo el Estado, consiguió nuevas competencias y experimento un importante desarrollo situándose entre una de las localidades más pobladas en la actualidad en la provincia de Huelva.

## Demografía
Cartaya cuenta con una población de 21 408 habitantes (INE 2024).
| Gráfica de evolución demográfica de Cartaya entre 1842 y 2021 |
| |
| Población de derecho según los censos de población del INE Población de hecho según los censos de población del INEEn 1963 disminuye el término del municipio porque independiza a Punta Umbría |

Pirámide de población
Del análisis de la pirámide de población se deduce lo siguiente:
- La población menor de 20 años es el 23 % de la población total.
- La población comprendida entre 20-40 años es el 37 %
- La población comprendida entre 40-60 años es el 26 %
- La población mayor de 60 años es el 14 %

Esta estructura de la población es típica en el régimen demográfico moderno, con una evolución hacia un envejecimiento de la población y una disminución de la natalidad anual.
Inmigrantes
La población extranjera empadronada en 2009 suma 3197 habitantes, que representa un porcentaje del 17 % del padrón, muy superior a la media nacional y regional, siendo las nacionalidades más numerosas la marroquí (876 habitantes), la rumana (1003) y la ecuatoriana (120).

## Núcleos de población
El núcleo principal del municipio es Cartaya. A orillas del río Piedras se sitúan los núcleos menores de El Rompido y Nuevo Portil, destacando del primero las urbanizaciones Urberosa y Los Pinos. Existen otros conjuntos de edificaciones en diseminado por todo el término municipal.
| Núcleo urbano | Habitantes | Coordenadas                               | Distancia a Cartaya (km) |
| ------------- | ---------- | ----------------------------------------- | ------------------------ |
| Cartaya       | 16816      | 37°16′59″N 7°09′17″O / 37.28306, -7.15472 | 0                        |
| El Rompido    | 2124       | 37°13′04″N 7°07′20″O / 37.21778, -7.12222 | 8                        |
| Nuevo Portil  | 1174       | 37°12′52″N 7°03′17″O / 37.21444, -7.05472 | 11                       |

## Economía
Actividad empresarial y empleo
En el año 2008, existían en el municipio, un total de 1105 empresas, de las que 990, tenían una plantilla de menos de 5 trabajadores, 91 empresas tenían una plantilla entre 6 y 19 trabajadores y con una plantilla superior a 20 trabajadores había sólo 24 empresas. Con la crisis económica actual que se está produciendo en toda España, es posible que los datos correspondientes a la actualidad (2010) sean sensiblemente inferiores a esa cifras porque son muchas las empresas que están cesando en sus actividades.
Asimismo Cartaya pertenece a la Mancomunidad de Municipios Beturia por lo que ésta como la comarca en la que se integra lleva a cabo diferentes iniciativas para promover el desarrollo económico. Una de ellas fue la creación de la Escuela de Empresas de Cartaya (ULOPA) que se encarga de la dinamización económica local.
Renta disponible
Según la base de datos que ofrece el Instituto de Estadística de Andalucía (IEA), la renta neta media declarada por habitante residente en Cartaya en 2006 era de 15.565,08 €.

### Sector primario
Agricultura
En los últimos años la ganadería ha perdido cierto peso en la comarca. La antigua feria ganadera, que se celebraba conjunta a las fiestas patronales, dejó ya de celebrarse.
Tradicionalmente ha tenido mucha importancia el cultivo de higos, cidra, almendra y aceituna (existía una cooperativa de Aceite de oliva hasta los años 1990), pero son en la actualidad los cítricos y el cultivo de fresón (como ocurre en muchas localidades del sur provincial) los que contribuyen notoriamente a la economía cartayera. Este municipio ha visto cómo en los últimos años, y a causa de las necesidades laborales derivadas de la recogida de estos cultivos, se producía un importante flujo migratorio, especialmente de ciudadanos marroquíes y de Europa del Este. Conforme al Instituto de Estadísticas de Andalucía, la población extranjera residente representa el 16,29 % del total.
En 2008, según se desprende de la información obtenida por el Instituto de Estadística de Andalucía la localidad disponía de la producción agrícola reflejada en la tabla adjunta.
| Cultivos herbáceos | Superficie                             | 476 ha                             |
| Cultivos herbáceos | Principal cultivo herbáceo de regadío  | Fresa y fresón                     |
| Cultivos herbáceos | Superficie cultivada de fresa y fresón | 227 ha                             |
| Cultivos herbáceos | Principal cultivo herbáceo de secano   | Cereales de invierno para forrajes |
| Cultivos herbáceos | Superficie cultivada de trigo          | 9 ha                               |
| Cultivos leñosos   | Superficie                             | 3140 ha                            |
| Cultivos leñosos   | Principal cultivo leñoso de regadío    | Naranjo                            |
| Cultivos leñosos   | Superficie de olivar de regadío        | 1433 ha                            |
| Cultivos leñosos   | Principal cultivo leñoso de secano     | Almendro                           |
| Cultivos leñosos   | Superficie de olivar de secano         | 180 ha                             |

Ganadería
Las mutaciones económicas han imposibilitado un mantenimiento de la economía ganadera en la zona. Si bien durante gran parte del siglo XX Cartaya si era significante en este sentido (existía una feria de ganado muy reconocida en la comarca) ahora es poco más que testimonial, destacando si acaso las granjas de aves de corral.
| Especie animal | Cabezas |
| Bovino         | 107     |
| Ovino          | 1760    |
| Caprino        | 1664    |
| Porcino        | 686     |
| Aves           | 197.256 |
| Mular          | 176     |
| Equino         | 246     |
| Conejas madres | 12      |

Pesca
La base de la economía cartayera tradicionalmente también ha sido la pesca. El pequeño puerto y lonja de El Rompido no ha podido competir con otros puertos cercanos y mayores como los de Huelva o Isla Cristina, sobre todo porque no se ha especializado en ningún sector o en industria. Pese a ello sí nutre bien a la zona y vende importantes capturas procedentes del Piedras como coquinas. La ya desaparecida almadraba, en la orilla opuesta del río, significó el nacimiento del asentamiento de El Rompido.
Dependiente de la Consejería de Agricultura y Pesca de la Junta de Andalucía se encuentra situado en Cartaya el Centro de Investigación y Formación Pesquera y Acuícola (CIFPA), en un edificio en el paraje de Aguas del Pino.

### Sector secundario
Industria
El CTM Centro Transportes y Mercancías Fenadismer está situado en la N-431 aprovechando la situación de Cartaya como nudo de comunicaciones. El Polígono industrial La Barca y el Polígono Industrial La Estación, este último con 94 445 m² de extensión y 92 empresas instaladas, complementan la estructura económica de la localidad.

### Sector terciario
Comercio
Cartaya, junto con la cercana Lepe, es una ciudad de servicios aprovechando su situación estratégica en la zona costera central de la provincia y sus comunicaciones terrestres. Existen varios instalaciones comerciales de tamaño medio y una gran superficie de la multinacional francesa Carrefour.
Turismo e infraestructura hotelera

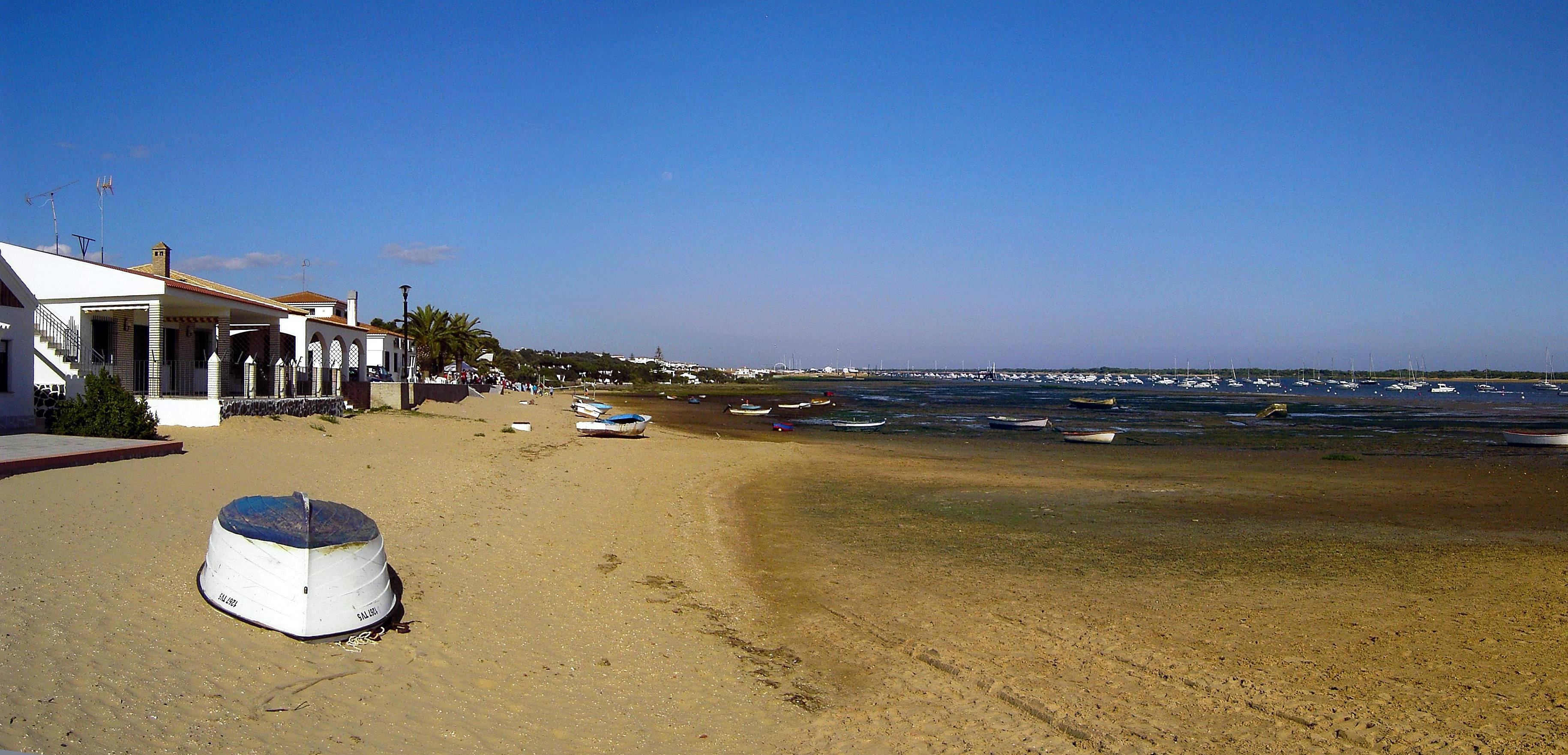
El Rompido.

Si bien a finales del siglo XX existía ya un importante número de segundas residencias en su costa y una llegada durante el verano de familias relacionadas con el pueblo ha sido a principios del siglo XXI cuando el turismo se ha convertido en motor de su economía. La oferta turística aprovechando los kilómetros de playa que pertenecen a su territorio se concentra de esta forma en los núcleos costeros de El Portil y El Rompido sobre todo durante el período estival.
La infraestructura hotelera actual se creó a finales de los 90, implantándose un modelo de baja densidad, con hoteles de cuatro y cinco estrellas, golf y deportes náuticos.
| Hotel                | Estrellas |
| El Rompido Golf      | 5         |
| Cartaya Garden       | 4         |
| Playacartaya         | 4         |
| AC Nuevo Portil Golf | 4         |
| Fuerte El Rompido    | 4         |
| Plaza Chica          | 2         |

Ferias comerciales
Se dispone de un pabellón para ferias comerciales y de muestras en el recinto ferial de la localidad al que se le sumará en breve el Nuevo Pabellón de Certámenes Comerciales para la Costa de Huelva que construye el Ayuntamiento en colaboración con la Diputación Provincial de Huelva. Las ferias comerciales organizadas en Cartaya son:
- Expo-citfresa. Feria de la fresa y de los cítricos que durante los tres días de celebración centraliza las actividades comerciales e investigadoras de estos cultivos en la provincia.
- Feria del Caballo y sus Complementos. Tradicionalmente Cartaya ha tenido una numerosa cabaña equina. Anualmente, durante tres días, celebra en el pabellón ferial una muestra de caballos y complementos para este.
- Feria agrícola e industrial. Simultáneamente a las fiestas patronales se celebra desde 1964 esta feria dentro de un pabellón ferial estable, con una superficie para expositores de 2000 m², más zonas de almacenaje, cafetería y oficinas.
- Salón de la automoción y la náutica. Paralelamente a la feria agrícola e industrial se celebra este Salón Provincial del Automóvil, que inició su andadura en el año 1993 y congrega en el recinto del Centro de Transportes de Mercancías a todos los concesionarios oficiales de automóviles y camiones de la provincia además de algunas marcas náuticas. Ambas cuentan con gran tradición en la comarca recibiendo una media de 120.000 visitas en los cinco días que dura la muestra.

### Evolución de la deuda viva municipal
| Gráfica de evolución de Deuda viva del Ayuntamiento de Cartaya entre 2008 y 2019                                |
| |
| Deuda viva del Ayuntamiento de Cartaya en miles de Euros según datos del Ministerio de Hacienda y Ad. Públicas. |

## Transporte y comunicaciones

### Comunicaciones
Carreteras
Con el tramo de enlace de la  A-49  entre Huelva y Ayamonte se solucionaron los frecuentes atascos que en épocas estivales se ocasionaban, sobre todo, en las travesías de Lepe y Cartaya. En el siglo pasado se truncó la unión con el municipio de Lepe a través de un puente sobre el Piedras entre El Rompido y El Terrón.
| Identificador | Denominación                      | Itinerario |
| ------------- | --------------------------------- | --- |
| A-49          | Autopista A-49                    | Comunica desde Sevilla a la frontera portuguesa por Ayamonte tras su paso por Huelva. Enlaza con Cartaya a través de la HV-3402 99, 106 y 107. |
| N-431         | Huelva - Ayamonte                 | Comunica Huelva con Ayamonte pasando por Cartaya a través de la travesía.                                                                      |
| A-497         | Huelva- enlace Cartaya            | Conecta Huelva con la N-431 y la A-49 en la zona del antiguo apeadero de ferrocarril.                                                          |
| A-5053        | Cartaya - El Rompido              | Conecta el núcleo urbano con El Rompido y la A-5052 .                                                                                          |
| A-5052        | El Rompido- Playa de La Bota      | Conecta El Rompido con la plaza de la Bota, la A-4103 con destino Punta Umbría, la A-4105 con destino la A-497 .                               |
| A-5058        | Carretera Forestal de las Cumbres | De El Portil a Cartaya. |
| HV-3402       | Huelva- enlace Cartaya            | Conecta Cartaya con la A-49 , Tariquejos y la A-490.                                                                                           |

Transporte público
Existen habilitados apeaderos en la travesía de Cartaya y en la avenida de El Rompido con enlaces a Ayamonte, Huelva, Sevilla. Las conexiones por tren desaparecieron a finales del siglo XX con la cancelación de la Línea de ferrocarril Gibraleón-Ayamonte. De carácter turístico existe una conexión por medio de barcaza entre las playas y la Flecha de Nueva Umbria, en el término de Lepe, durante periodo estival.

## Política y Administración Pública

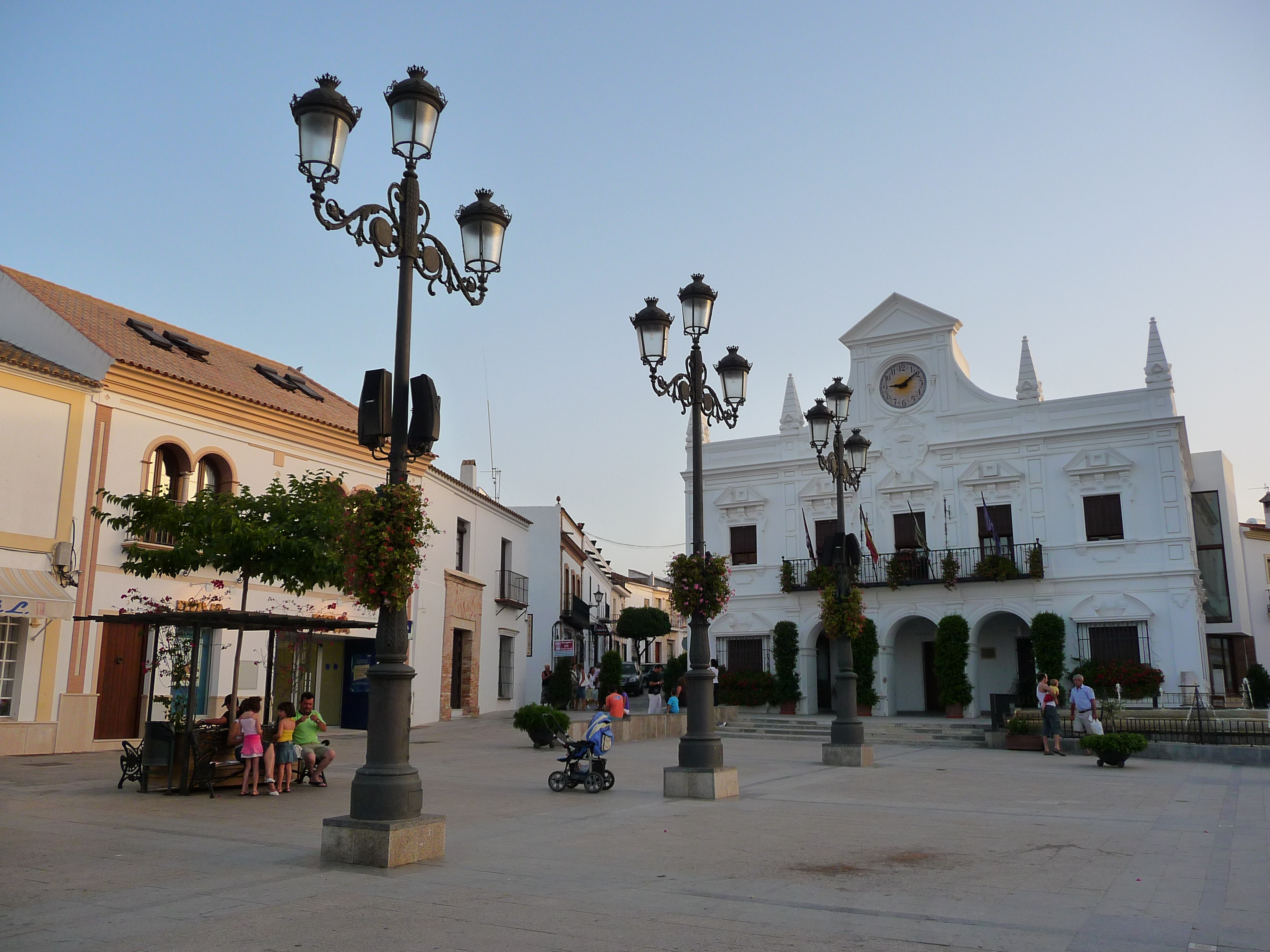
Ayuntamiento.

### Administración Local
La administración política del municipio se realiza a través de un Ayuntamiento de gestión democrática cuyos componentes se eligen cada cuatro años por sufragio universal. El censo electoral está compuesto por todos los residentes empadronados en Cartaya mayores de 18 años y nacionales de España y de los otros países miembros de la Unión Europea.
Según lo dispuesto en la Ley del Régimen Electoral General, que establece el número de concejales elegibles en función de la población del municipio, la corporación municipal de Cartaya está formada por 17 concejales.
| Partido político                  | 2023  | 2023       | 2023 |
| Partido político                  | %     | Concejales |      |
| Partido Popular                   | 32,48 | 8          |      |
| Partido Socialista Obrero Español | 31,05 | 7          |      |
| Independientes por Cartaya        | 13,69 | 3          |      |
| Vox                               | 11,16 | 2          |      |
| Con Andalucía                     | 5,91  | 1          |      |

### Alcaldes
Estos son los últimos alcaldes de Cartaya:
| Periodo   | Nombre                          | Partido |
| --------- | ------------------------------- | ------- |
| 1979-1983 | Pedro Jurado Hachero            | UCD     |
| 1983-1987 | Guillermo Pérez Gómez           | PSOE    |
| 1987-1991 | Miguel Romero Palacios          | PA      |
| 1991-1995 | Juan Antonio Millán Jaldón      | PSOE    |
| 1995-1999 | Juan Antonio Millán Jaldón      | PSOE    |
| 1999-2003 | Juan Antonio Millán Jaldón      | PSOE    |
| 2003-2007 | Juan Antonio Millán Jaldón      | PSOE    |
| 2007-2011 | Juan Antonio Millán Jaldón      | PSOE    |
| 2011-2015 | Juan Miguel Polo Plana          | ICAR    |
| 2015-2019 | Juan Miguel Polo Plana          | ICAR    |
| 2019-2023 | Josefa Inmaculada González Bayo | PSOE    |
| 2023-act. | Manuel Barroso Valdés           | PP      |

## Servicios

### Suministros y abastecimiento
Giahsa, es la empresa instrumental de la Mancomunidad de Servicios de la provincia de Huelva creada para la gestión del ciclo integral del agua y de los residuos de los municipios de la provincia. Es un organismo provincial para lograr un sistema tarifario razonable y comparable para el nivel de servicios demandados por la Mancomunidad. En Cartaya, Giahsa se ocupa de controlar y supervisar las redes de saneamiento y abastecimiento de agua potable y atiende también a las necesidades de fontanería de las dependencias municipales. Existe una plaza de abastos municipal remodelada en 2010, donde hay instalados varios puestos de venta de alimentos especializados por productos (frutería, pescadería, carnicería, etc).

### Educación
Existen varios centros educativos que imparten desde la etapa de Educación Infantil hasta la Educación Secundaria Obligatoria y educación para personas adultas. Estos centros escolares dependen de la Consejería de Educación de la Junta de Andalucía en la Delegación Provincial de Huelva: EI Virgen de Consolación, CDP Patitos II, CEIP Juan Ramón Jiménez, CEIP Concepción Arenal, CEIP Maestro Juan Díaz Hachero, CEIP Castillo de los Zúñigas, IES Rafael Reyes, IES Sebastián Fernández, CEPER Cartaya.

### Sanidad
La atención primaria se presta en el centro de salud situado en la avenida de El Rompido y un consultorio en El Rompido, ambos dependientes de la Consejería de Salud de la Junta de Andalucía.

## Patrimonio

### Patrimonio civil

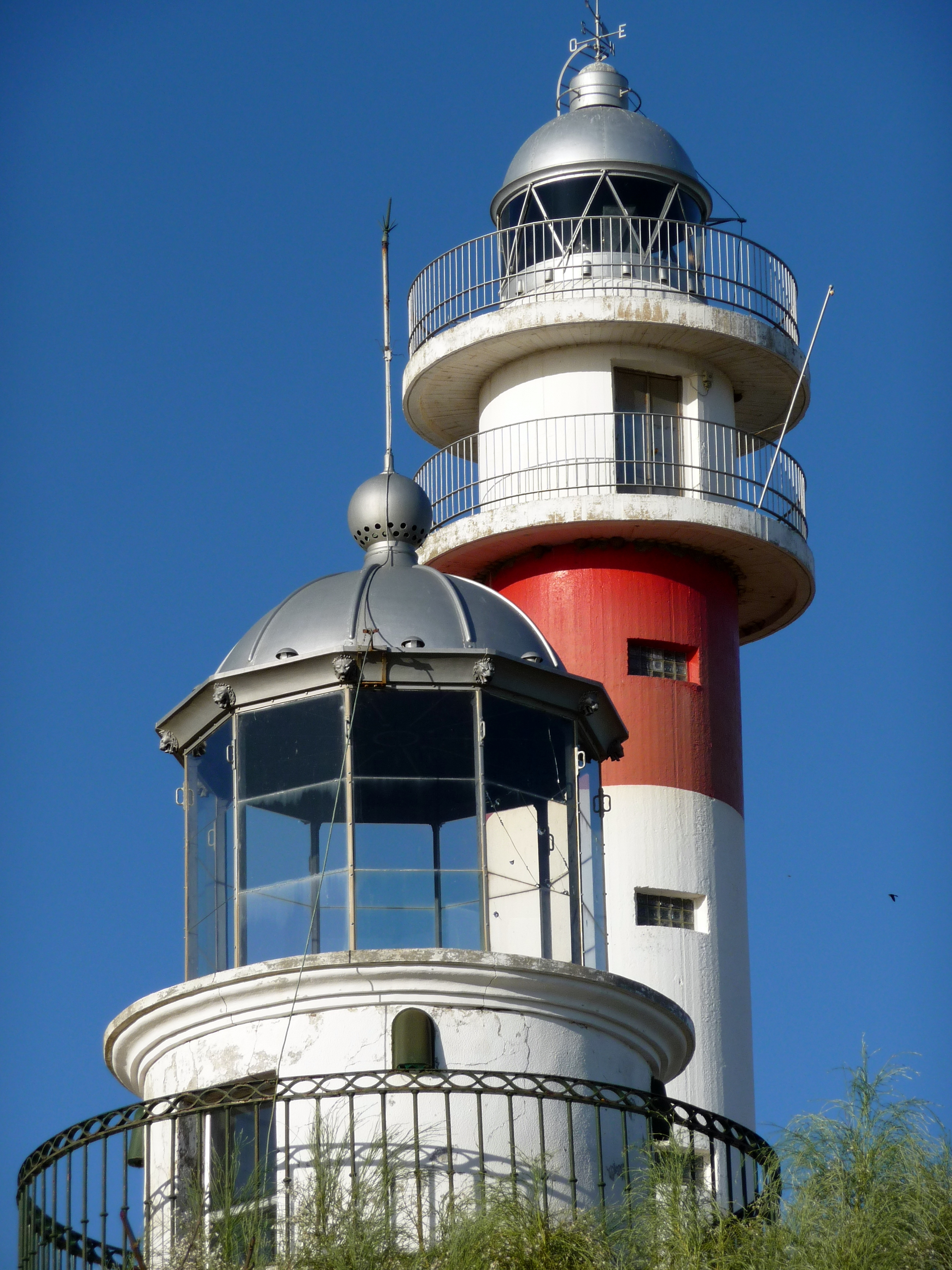
Faros en El Rompido.

Por su lugar privilegiado en el centro histórico destaca el castillo fortaleza de Los Zúñiga, construido sobre una colina entre 1417 y 1420, es la construcción más importante de la localidad. En él destacan su patio de armas y las murallas de más de ocho metros de altura que fueron restauradas a finales de los años 1990. Se complementa con la puerta mudéjar de acceso al recinto. Disponía además de siete torres almenadas y una segunda muralla baja exterior, ambas ya desaparecidas. Su misión era la de vigilancia de los terrenos que limitaban los señoríos de Lepe y Gibraleón, sobre todo del Piedras. En el siglo XVIII se proyectó reconvertirlo en cuartel para cuerpo de guardia pero descartado el proyecto terminó abandonado en 1812.
Las Casas capitulares son un conjunto construido en 1555 con numerosas reformas posteriores que se complementan con el edificio del Ayuntamiento y su plaza, reformada a principios de los años 2000, en un espacio diáfano con casa de la cultura y juzgados de paz. También son importantes algunas edificaciones singulares mudéjares datadas en el siglo XVII. 1700 y 1850. También es interesante la arquitectura popular civil con casas de fachada blanca y estrecha pero con longitud considerable terminadas generalmente en patios y cuadras o las ya desaparecidas fuentes y lavaderos.
En El Rompido sobresalen los dos faros, el más nuevo de ellos aún en uso y el más antiguo, edificado en 1861 antes que la propia aldea, construido en ladrillo y ostionera de Puerto Real.

### Patrimonio religioso
En cuanto a arquitectura religiosa destacan en el municipio:
- Antiguo Convento de Mercedarios Descalzos de la Santísima Trinidad, construido en el siglo XVIII, a partir del año 1765, y situado en la zona centro.
- Parroquia de San Pedro. Sobre una edificación del siglo XV se levantó entre 1575 y 1606 un templo de fábrica de ladrillo, piedra y tapial. El estilo mezcla elementos mudéjares, renacentistas y barrocos.[45]
- Ermita de Nuestra Señora de Consolación, situada en las afueras y buen ejemplo del barroco andaluz con aportaciones mudéjares. Es una edificación de tres naves separadas por arcos de tres vanos de medio punto.[46] Construida por un indiano en el siglo XVI sufrió importantes destrozos en el terremoto de 1775. Tras su reparación se añadieron nuevas dependencias en etapas sucesivas, la última de ellas en 1943.[45]

## Cultura

### Bibliotecas
La biblioteca de Cartaya está ubicada en la 3.ª planta del Centro Cultural de la Villa. Posee una biblioteca general y biblioteca infantil-juvenil. Entre otras Secciones, sobresale la biblioteca Intercultural, con un gran número de volúmenes en árabe, rumano, polaco, alemán, francés, ruso, inglés e italiano. Asimismo, destaca la Quijoteca, que alberga la inmortal novela cervantina en 28 lenguas distintas.Se realizan numerosas actividades de difusión y fomento de la lectura, sobre todo en colaboración con el Centro Anddaluz de las Letras, tales como Talleres Literarios, Cuentacuentos, Encuentros con Autores e ilustradores, además de los anuales Bibliohallowee, BiblioCarnaval, Día del Libro. Existen dos clubes de lectura, uno de adultos y otro infantil.
El Archivo Histórico Municipal posee documentos desde el siglo XV (1481-1987). Otro fondo es el Archivo Intermedio, con documentos desde 1988-2009. Entre sus fondos destacan el Archivo de Protocolo Notarial, en microfilm (1707-1989) y el Archivo Fotográfico, con más de 10 000 imágenes digitalizadas a disposición del público.
Teatros
Entre las instalaciones culturales de la ciudad destaca el Centro Cultural Villa de Cartaya. También se utiliza como espacio escénico el propio patio de armas del Castillo de los Zúñiga, donde entre otros, se celebra todos los veranos el Festival Siete soles, siete lunas.

### Fiestas

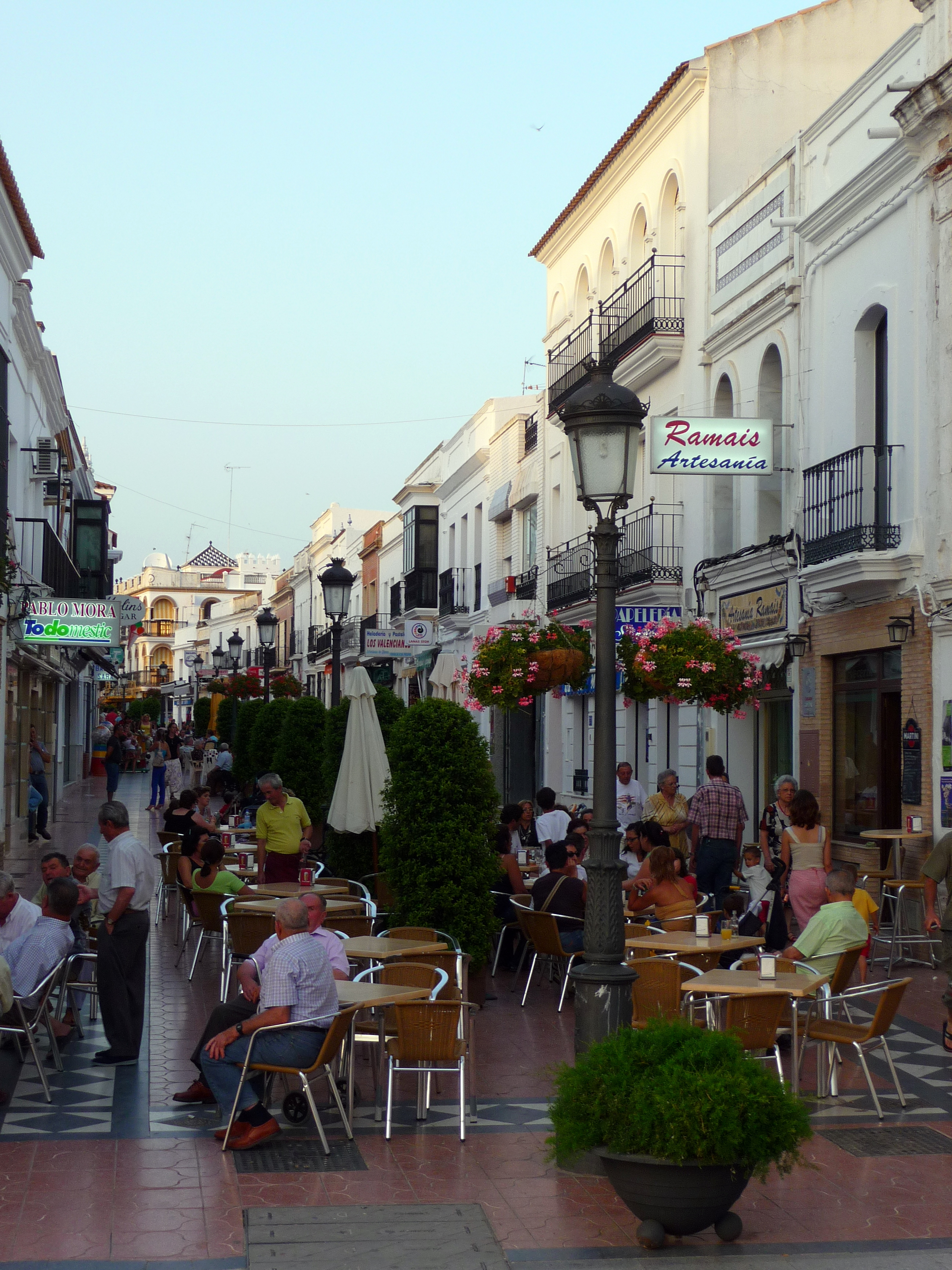
Calle de la Plaza, también conocida por plaza larga en contraposición a la antigua plaza Redonda del Ayuntamiento

- Fiestas Patronales en honor de la Santísima Virgen del Rosario. Esta feria religiosa se celebra en honor de la Patrona, cuya imagen,[47] obra del escultor León Ortega de [1939], se venera en la iglesia parroquial de San Pedro. Esta imagen es proclamada patrona canónica de la villa, el 16 de junio de 2013, tras un trabajo de investigación histórica que parte desde 1543 hasta los días de hoy, tarea ésta realizada por la propia hermandad de la virgen y del cual se desprende la importancia de la devoción en la villa de Cartaya y que las autoridades de la Santa Sede tuvieron a bien para la Confirmación Canónica de este Patronazgo. El primer domingo de octubre, y tras la celebración de la antigua novena, se concluye con la tradicional función y posterior procesión, en la cual se renueva el voto de alcaldesa perpetua, título que ostenta desde 1992.[cita requerida] En las inmediaciones del Pabellón Ferial se encuentra el recinto ferial, con más de un centenar de casetas, calles y urbanización con servicios en todo el recinto. Todo se encuentra distribuido en torno a una plaza central donde está situado el escenario donde se dan cita actuaciones tanto folclóricas como de música actual.
- Romería de San Isidro. Se celebra en el paraje natural que toma el nombre de la ermita de San Isidro, a dos kilómetros y medio del pueblo en dirección a El Rompido. La fecha de celebración es variable, y se sitúa normalmente en el último fin de semana de mayo. Cartaya cuenta con una de las más importantes cabañas equinas de la provincia de Huelva, por lo que el caballo es protagonista indiscutible de esta romería. Dos semanas antes tiene lugar la búsqueda del santo a su ermita en la pradera y se traslada al pueblo. Durante esos días la imagen permanece en la parroquia de San Pedro celebrándose misas en su honor. El jueves anterior a la romería se celebra una ofrenda de flores en honor a San Isidro. El viernes se lleva a cabo el traslado del santo y el simpecado (que permanece en el pueblo durante todo el año) a la pradera. La romería discurre en dicha pradera el viernes, el sábado y el domingo. El domingo se traslada de nuevo el simpecado al pueblo dejando así el santo en su ermita hasta el próximo año.
- Fiesta de El Rompido. Tiene lugar el último fin de semana del mes de julio y se han convertido en una de las citas más tradicionales y concurridas del verano en la costa onubense. Como plato fuerte se celebra la procesión de la Virgen del Carmen, a la que los marineros pasean por el Río Piedras en sus embarcaciones para brindarle una ofrenda de flores en las aguas que les proporcionan el sustento.
- Cabalgata de Reyes. Numerosas carrozas recorren las calles del municipio observadas por muchas de las personas de las villas colindantes. Entre ellas destacan las que portan a los Tres Reyes Magos que van repartiendo caramelos durante todo el recorrido, y que más tarde terminan el recorrido en los balcones del Ayuntamiento de la ciudad de donde tiran los últimos caramelos junto con muchos otros regalos. La llevan a cabo un grupo de personas entre las que destaca el artífice de la cabalgata Antonio Benítez González. En paralelo está la fiesta de los jóvenes que acuden al recinto ferial para preparar sus "navidades" en las que el Ayuntamiento de Cartaya deja prestadas las casetas de la feria para que ciudadanos puedan divertirse sin que puedan ocasionar problemas a los vecinos de la ciudad.
- Semana Santa. Cuenta con algunas particularidades, como la escenificación del auto sacramental del Descendimiento, cuando un grupo de hermanos, conocidos como los “Santos Varones”, proceden a bajar de la cruz a un cristo articulado para depositarlo en una urna del siglo XVII en la que procesiona por las calles del pueblo. Esta representación tiene lugar el Viernes Santo, y antes, por la tarde, se celebra una misa en la que el Cristo articulado bendice a los fieles, siendo este un momento que se vive con mucha intensidad y emoción por sus devotos Otra particularidad de la Semana Santa en Cartaya es la procesión de la Virgen del Carmen que se celebra el Domingo de Resurrección y que representa uno de los momentos más intensos junto con la procesión de “La Borriquita”, el Domingo de Ramos, la de la Virgen de la Esperanza el miércoles santo, y la de Padre Jesús, en la madrugá, que recorre las calles del municipio acompañada de cientos de fieles. Otra procesión es la de la Vera+Cruz, que tiene lugar el Jueves Santo.
- Cultos en honor de la Virgen de Consolación. Entre agosto y septiembre tienen lugar estos cultos, muy arraigados entre los cartayeros, muestra de la gran devoción que despierta dicha imagen en la localidad. La imagen fue realizada en 1940 por Joaquín Gómez del Castillo, para sustituir a la anterior desaparecida en 1936, y fue sufragada por suscripción popular. Durante todo el año recibe culto en una ermita de la que es titular a las afueras de la población. El último domingo de agosto es trasladada a la parroquia de San Pedro, en la que tiene lugar la antigua y fervorosa novena, así como el Rosario por las calles, el besamanos y la función principal. El segundo domingo de septiembre la Virgen vuelve a la ermita en procesión, realizándose antes de la entrada la tradicional puja de maniguetas para la entrada en la ermita, acto de antiquísima tradición.

## Medios de comunicación
Prensa
Existen diferentes publicaciones de carácter provincial, editadas en Huelva y distribuidas en Cartaya como son los diarios Huelva Información y Odiel Información. Otras son editadas localmente por el ayuntamiento, como la Revista de Feria, de carácter anual. 
Radio
La emisora de radio local es Radio Cartaya, de carácter municipal.

## Deportes
El club deportivo más destacado es el AD Cartaya, equipo de fútbol cuyo equipo principal milita en la División de Honor Andaluza. Fue fundado en 1956.
En cuanto a instalaciones destaca en el ámbito público el estadio de fútbol Luis Rodríguez Salvador con capacidad para 4500 espectadores y, anexo a este, un complejo deportivo. De carácter privado existe un kartódromo junto a la zona conocida como San Isidro que fue construido en 1996 y que dispone de complejo deportivo y de formación.[cita requerida]

## Ciudades hermanadas
- Loulé (Portugal)